# Copa Intertoto 1969
La Copa Intertoto 1969 fue la novena edición de este torneo de fútbol a nivel de clubes de Europa, en el cual participaron de 36 equipos, 14 menos que en la edición anterior.
No hubo un campeón definido, pero el Jednota Trenčín de Checoslovaquia fue el club con mejor rendimiento en esta edición.
Fue la primera edición en que los grupos no estuvieran distribuidos geográficamente.

## Fase de grupos
Los 36 equipos fueron distribuidos en 9 grupos de 4 equipos cada uno.

### Grupo 1
| Club           | PG | PE | PP | GF | GC | Pts. |
| -------------- | -- | -- | -- | -- | -- | ---- |
| Malmö FF       | 4  | 1  | 1  | 15 | 8  | 9    |
| Kaiserslautern | 3  | 0  | 3  | 9  | 8  | 6    |
| Marseille      | 1  | 3  | 2  | 3  | 9  | 5    |
| Servette       | 1  | 2  | 3  | 7  | 9  | 4    |

|     | MAL | KAI | MAR | SER |
| --- | --- | --- | --- | --- |
| MAL |     | 4-0 | 1-0 | 4-2 |
| KAI | 1-3 |     | 6-0 | 1-0 |
| MAR | 1-1 | 1-0 |     | 1-1 |
| SER | 4-2 | 0-1 | 0-0 |     |

### Grupo 2
| Club             | PG | PE | PP | GF | GC | Pts. |
| ---------------- | -- | -- | -- | -- | -- | ---- |
| Szombierki Bytom | 3  | 2  | 1  | 17 | 6  | 8    |
| Östers IF        | 3  | 2  | 1  | 11 | 8  | 8    |
| Go Ahead Eagles  | 1  | 3  | 2  | 10 | 8  | 5    |
| Lugano           | 0  | 3  | 3  | 3  | 19 | 3    |

|     | SZO | ÖST | GAE | LUG  |
| --- | --- | --- | --- | ---- |
| SZO |     | 2-1 | 1-0 | 11-0 |
| ÖST | 3-1 |     | 3-2 | 1-0  |
| GAE | 2-2 | 1-1 |     | 1-1  |
| LUG | 0-0 | 2-2 | 0-4 |      |

### Grupo 3
| Club               | PG | PE | PP | GF | GC | Pts. |
| ------------------ | -- | -- | -- | -- | -- | ---- |
| SpVgg Fürth        | 2  | 3  | 1  | 7  | 5  | 7    |
| Zagłębie Sosnowiec | 3  | 1  | 2  | 8  | 6  | 7    |
| Wiener SC          | 2  | 1  | 3  | 14 | 11 | 5    |
| Djurgården         | 2  | 1  | 3  | 9  | 16 | 5    |

|     | FUR | ZAG | WSC | DJU |
| --- | --- | --- | --- | --- |
| FUR |     | 0-0 | 1-0 | 1-1 |
| ZAG | 1-0 |     | 3-1 | 3-0 |
| WSC | 2-2 | 3-0 |     | 6-0 |
| DJU | 1-2 | 2-1 | 5-2 |     |

- El SpVgg Fürth fue declarado ganador del grupo.[1]

### Grupo 4
| Club       | PG | PE | PP | GF | GC | Pts. |
| ---------- | -- | -- | -- | -- | -- | ---- |
| Žilina     | 4  | 1  | 1  | 12 | 7  | 9    |
| Örebro     | 2  | 2  | 2  | 9  | 7  | 6    |
| NEC        | 1  | 4  | 1  | 8  | 7  | 6    |
| Bellinzona | 1  | 1  | 4  | 6  | 14 | 3    |

|     | ŽIL | ÖRE | NEC | BEL |
| --- | --- | --- | --- | --- |
| ŽIL |     | 4-1 | 2-1 | 3-0 |
| ÖRE | 3-0 |     | 1-1 | 1-2 |
| NEC | 1-1 | 0-0 |     | 2-0 |
| BEL | 1-2 | 0-3 | 3-3 |     |

### Grupo 5
| Club         | PG | PE | PP | GF | GC | Pts. |
| ------------ | -- | -- | -- | -- | -- | ---- |
| Norrköping   | 3  | 1  | 2  | 11 | 8  | 7    |
| Rapid Vienna | 2  | 2  | 2  | 13 | 7  | 6    |
| Hannover 96  | 2  | 2  | 2  | 7  | 8  | 6    |
| Young Boys   | 2  | 1  | 3  | 8  | 16 | 5    |

|     | NOR | RAP | H96 | YOU |
| --- | --- | --- | --- | --- |
| NOR |     | 3-2 | 1-0 | 1-2 |
| RAP | 0-0 |     | 2-0 | 8-1 |
| H96 | 3-2 | 1-1 |     | 1-1 |
| YOU | 1-4 | 2-0 | 1-2 |     |

### Grupo 6
| Club            | PG | PE | PP | GF | GC | Pts. |
| --------------- | -- | -- | -- | -- | -- | ---- |
| Jednota Trenčín | 5  | 1  | 0  | 16 | 3  | 11   |
| Austria Vienna  | 2  | 1  | 3  | 10 | 10 | 5    |
| Saarbrücken     | 2  | 1  | 3  | 7  | 11 | 5    |
| KB              | 1  | 1  | 4  | 11 | 20 | 4    |

|     | JED | AUS | SAA | KBK |
| --- | --- | --- | --- | --- |
| JED |     | 3-2 | 1-0 | 5-0 |
| AUS | 0-2 |     | 0-0 | 5-3 |
| SAA | 0-4 | 1-0 |     | 2-3 |
| KBK | 1-1 | 1-3 | 3-4 |     |

### Grupo 7
| Club      | PG | PE | PP | GF | GC | Pts. |
| --------- | -- | -- | -- | -- | -- | ---- |
| Frem      | 3  | 3  | 0  | 12 | 7  | 9    |
| Groningen | 2  | 2  | 2  | 6  | 7  | 6    |
| Pardubice | 2  | 1  | 3  | 7  | 10 | 5    |
| LASK Linz | 1  | 2  | 3  | 6  | 7  | 4    |

|     | FRE | GRO | PAR | LIN |
| --- | --- | --- | --- | --- |
| FRE |     | 2-0 | 3-1 | 2-1 |
| GRO | 2-2 |     | 1-2 | 1-0 |
| PAR | 1-1 | 1-2 |     | 2-1 |
| LIN | 2-2 | 0-0 | 2-0 |     |

### Grupo 8
| Club         | PG | PE | PP | GF | GC | Pts. |
| ------------ | -- | -- | -- | -- | -- | ---- |
| Wisła Kraków | 4  | 1  | 1  | 10 | 7  | 9    |
| Košice       | 3  | 2  | 1  | 14 | 8  | 8    |
| Lierse       | 2  | 3  | 1  | 11 | 6  | 7    |
| Esbjerg      | 0  | 0  | 6  | 2  | 16 | 0    |

|     | WIS | KOS | LIE | ESB |
| --- | --- | --- | --- | --- |
| WIS |     | 4-0 | 2-1 | 2-1 |
| KOS | 4-0 |     | 2-2 | 4-0 |
| LIE | 1-1 | 1-1 |     | 4-0 |
| ESB | 0-1 | 1-3 | 0-2 |     |

### Grupo 9
| Club              | PG | PE | PP | GF | GC | Pts. |
| ----------------- | -- | -- | -- | -- | -- | ---- |
| Odra Opole        | 4  | 1  | 1  | 11 | 4  | 9    |
| Beveren-Waas      | 2  | 2  | 2  | 8  | 6  | 6    |
| La Chaux-de-Fonds | 3  | 0  | 3  | 9  | 13 | 6    |
| B 1913            | 1  | 1  | 4  | 4  | 9  | 3    |

|      | ODR | BEV | LCF | 1913 |
| ---- | --- | --- | --- | ---- |
| ODR  |     | 2-0 | 3-0 | 2-0  |
| BEV  | 0-0 |     | 4-0 | 1-1  |
| LCF  | 3-2 | 3-2 |     | 3-1  |
| 1913 | 1-2 | 0-1 | 1-0 |      |